# Đỗ Viết Cường
Đỗ Viết Cường (1950 – 2023) là một sĩ quan cao cấp của Quân đội nhân dân Việt Nam, hàm Chuẩn đô đốc, Anh hùng Lực lượng vũ trang nhân dân, nguyên Phó Tham mưu trưởng Quân chủng Hải quân, Nguyên Chủ tịch Hội Cựu chiến binh tỉnh Quảng Ninh.

## Tiểu sử
Đỗ Viết Cường sinh năm 1950 tại xã Mỹ Sơn, huyện Quảng Hà, tỉnh Quảng Ninh. Tháng 4 năm 1968, ông nhập ngũ. Ông từng là Phó Đoàn trưởng Quân sự Đoàn 126, tham gia Chiến dịch Lam Sơn 719, và Đội phó Đội 1 của Đoàn 126, chỉ huy Phân đội 2 khi tham gia chiến đấu tại đảo Sơn Ca  trong Chiến dịch Trường Sa. Ngày 29 tháng 3 năm 1973, sau khi thành công đánh chìm nhiều tàu vận tải cỡ lớn của quân đội Mỹ tại Cửa Việt, ông được Chính phủ Cách mạng lâm thời Cộng hòa miền Nam Việt Nam phong tặng danh hiệu Anh hùng Lực lượng vũ trang nhân dân. Thời điểm này, ông đang đảm nhiệm Phân đội trưởng Đặc công nước thuộc Đội 1 Đoàn đặc công 126 thuộc Bộ tư lệnh Hải quân với quân hàm Thượng sĩ.
Đầu năm 2008, ông được thăng quân hàm Chuẩn Đô đốc. Sau khi nghỉ hưu, ông đảm nhiệm Chủ tịch Hội Cựu chiến binh tỉnh Quảng Ninh, Ủy viên Ban thường vụ Hội Cựu chiến binh Việt Nam.

## Giải thưởng
- Huân chương Chiến công giải phóng hạng Nhất, Nhì, Ba
- Danh hiệu Chiến sĩ Quyết thắng

## Lịch sử phong quân hàm
| Quân hàm |        |              |  |  |  |  |  |  |  |  |  |
| Cấp bậc  | Đại tá | Chuẩn Đô đốc |  |  |  |  |  |  |  |  |  |
|          |        |              |  |  |  |  |  |  |  |  |  |